# Douzy (commune déléguée)
Douzy est une ancienne commune française, située dans le département des Ardennes en région Grand Est.
Ses habitants sont les Douzynois et les Douzynoises.
Le 15 septembre 2015, elle devient une commune déléguée de la commune nouvelle de Douzy.

## Géographie

### Situation
Douzy se situe à proximité de la frontière belge, au nord de la région Champagne-Ardenne. On peut rejoindre Charleville-Mézières via l'autoroute A 203 / E46 (32 km en voiture). Le Luxembourg est à environ 120 km en voiture.

### Urbanisme
Un PLU (Plan local d'urbanisme) a été approuvé. Douzy compte environ 700 logements en 2010.
Un projet d'écoquartier de 250 à 320 logements est en réflexion. Il figure au palmarès projets ruraux de l'appel à projet écoquartiers 2009 du ministère de l'écologie.

## Histoire

### Moyen Âge
Comme Attigny, Douzy fut un séjour apprécié de Charlemagne qui y disposait d'un "palais". Plusieurs conciles s'y tinrent à l'époque carolingienne.

### Époque moderne
De 1560 à 1642, Douzy fait partie de la principauté de Sedan.

### Époque contemporaine
Lors de la Révolution, des troupes françaises stationnent à Douzy, le peintre Jacques Augustin Catherine Pajou, volontaire, incorporé dans la Compagnie des Arts de Paris écrit de Douzy plusieurs lettres à son ami le peintre François Gérard entre le 14 octobre et le 12 novembre 1792. Dans ces lettres, il parle, certes du grand froid, du pain de munition, de l'ennui, de l'oisiveté, mais aussi des soins reçus par de « braves gens ».
Le 15 septembre 2015, Douzy et Mairy fusionnent pour former une commune nouvelle qui prend le nom (homonyme) de Douzy. Les deux anciennes communes deviennent des communes déléguées.

## Politique et administration

### Liste des maires
| Période                                  | Période           | Identité              | Étiquette          | Qualité                                                                       |
| ---------------------------------------- | ----------------- | --------------------- | ------------------ | ----------------------------------------------------------------------------- |
| Les données manquantes sont à compléter. |                   |                       |                    |                                                                               |
| 1879                                     | ?                 | Galloy                |                    |                                                                               |
| avant 1886                               | 1909              | Alphonse Jean Lemmens | Républicain modéré | Fabricant de sucre, propriétaire à Charleville Conseiller général (1891-1892) |
|                                          |                   |                       |                    |                                                                               |
| avant 1981                               | 1983              | Bernard Heinis        |                    |                                                                               |
| mars 1983                                | mars 1995         | Michel Godet          | RPR                |                                                                               |
| mars 1995                                | mars 2014         | Jean-Luc Warsmann     | UMP                | Député, conseiller régional, conseiller général                               |
| mars 2014                                | 14 septembre 2015 | Charline Closse       | DVD                |                                                                               |

Le 15 septembre 2015, Charline Closse devient maire délégué de Douzy.

### Jumelages
La commune de Douzy est jumelée avec : 
- Kaiserslautern (Allemagne) depuis 1967

## Population et société

### Démographie
L'évolution du nombre d'habitants est connue à travers les recensements de la population effectués dans la commune depuis 1793. À partir du 1er janvier 2009, les populations légales des communes sont publiées annuellement dans le cadre d'un recensement qui repose désormais sur une collecte d'information annuelle, concernant successivement tous les territoires communaux au cours d'une période de cinq ans. 
Pour les communes de moins de 10 000 habitants, une enquête de recensement portant sur toute la population est réalisée tous les cinq ans, les populations légales des années intermédiaires étant quant à elles estimées par interpolation ou extrapolation. Pour la commune, le premier recensement exhaustif entrant dans le cadre du nouveau dispositif a été réalisé en 2006,.
En 2013, la commune comptait 1 877 habitants, en évolution de +1,35 % par rapport à 2008 (Ardennes : −1,26 %, France hors Mayotte : +2,49 %).
| 1793 | 1800 | 1806 | 1821 | 1831 | 1836  | 1841  | 1846  | 1851  |
| ---- | ---- | ---- | ---- | ---- | ----- | ----- | ----- | ----- |
| 530  | 762  | 772  | 790  | 923  | 1 154 | 1 288 | 1 475 | 1 500 |

| 1866  | 1872  | 1876  | 1881  | 1886  | 1891  | 1896  | 1901  | 1906  |
| ----- | ----- | ----- | ----- | ----- | ----- | ----- | ----- | ----- |
| 1 581 | 1 769 | 1 844 | 1 761 | 1 663 | 1 520 | 1 397 | 1 297 | 1 220 |

| 1911  | 1921 | 1926 | 1931 | 1936 | 1946 | 1954  | 1962  | 1968  |
| ----- | ---- | ---- | ---- | ---- | ---- | ----- | ----- | ----- |
| 1 040 | 882  | 929  | 922  | 920  | 773  | 1 037 | 1 125 | 1 346 |

| 1975  | 1982  | 1990  | 1999  | 2006  | 2011  | 2013  | - | - |
| ----- | ----- | ----- | ----- | ----- | ----- | ----- | - | - |
| 1 475 | 1 583 | 1 518 | 1 513 | 1 656 | 1 841 | 1 877 | - | - |

### Manifestations culturelles et festivités
Le Douzy'k Festival est un festival de musique se déroulant tous les deux ans en juillet. Il a fêté sa 15e édition en 2011 et a attiré plus de 1 500 personnes.
Un club de Scrabble duplicate affilié à la Fédération Française de Scrabble s'y réunit trois fois par semaine et organise un tournoi annuel.

## Économie
- L'Aérodrome de Sedan - Douzy.
- Le « village PME de Douzy ».

## Culture locale et patrimoine

### Lieux et monuments
- L'église Saint-Barthélemy, édifice néogothique du XIXe siècle.
- Musée des débuts de l'aviation (à la gloire de Roger Sommer, pionnier et constructeur).

### Personnalités liées à la commune
- Fernand Angel (1881-1950), herpétologiste français né et inhumé à Douzy.
- Marie-Hélène Cardot (1899-1977), femme politique française, sénatrice, maire de Douzy.

### Héraldique
| Armes de Douzy | Les armes de Douzy se blasonnent ainsi : De gueules à la bande ondée cousue d'azur, accompagnée en chef de deux clés d'or passées en sautoir et en pointe d'une fleur de lis florencée du même |